# Forêt nationale de Capão Bonito
La forêt nationale de Capão Bonito (portugais : Floresta Nacional de Capão Bonito) est une forêt nationale brésilienne. Elle se situe dans la région Sud-Est, dans l'État du São Paulo.
Le parc fut créé en 1968 et couvre une superficie de 4 236,86 hectares.